# KZ-Außenlagerkomplex München-Allach (BMW)

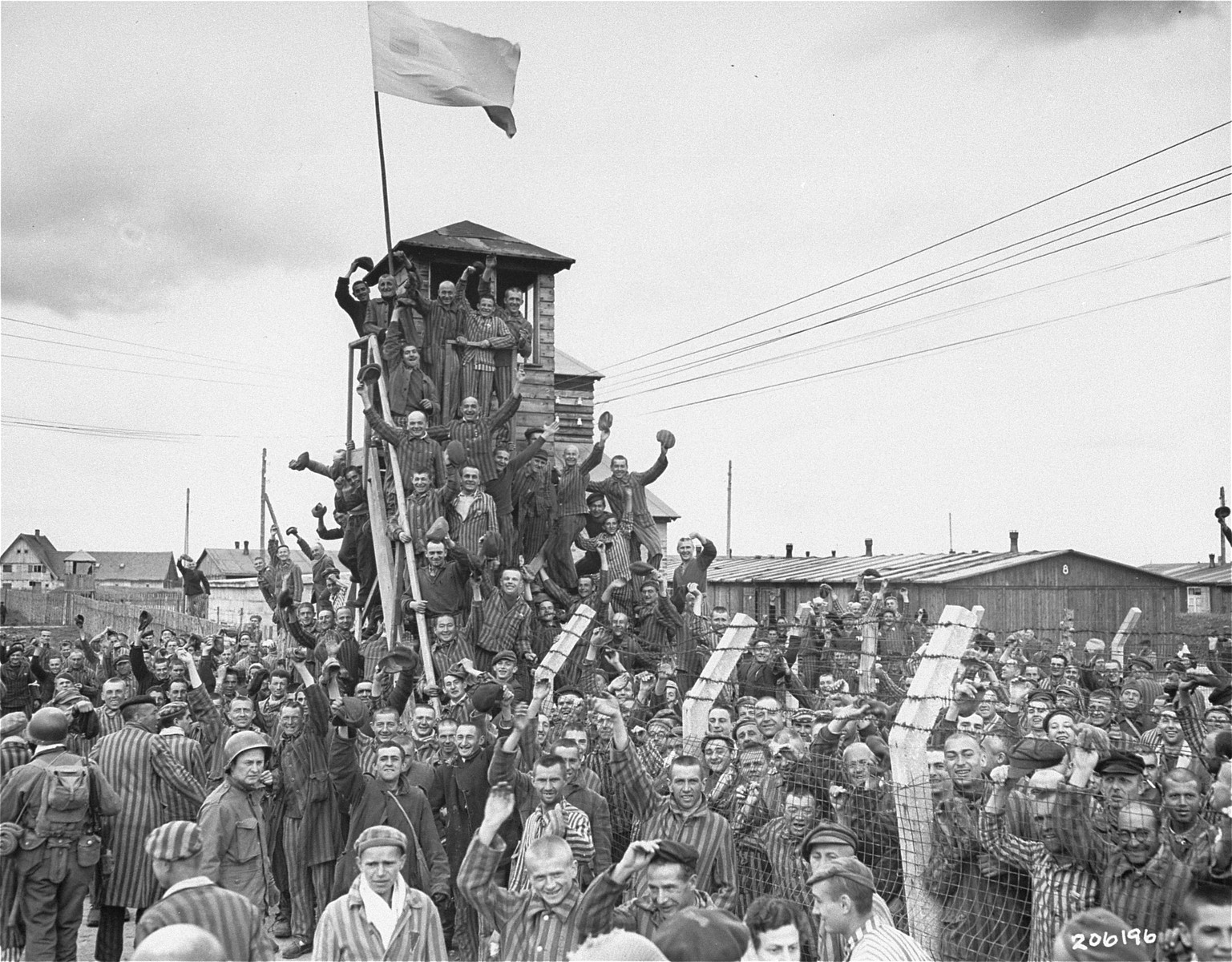
KZ-Außenlager Allach
Befreiung durch die US-Armee
(Foto: Sidney Blau, 30. April 1945, United States Holocaust Memorial Museum)

Im KZ-Außenlagerkomplex München-Allach (BMW) mussten vom 22. Februar 1943 bis 30. April 1945 über 10.000 Gefangene für den Flugmotorenbau bei BMW arbeiten, mehr als 1000 starben. Der Komplex bestand aus dem BMW-Hauptlager im Münchener Stadtteil Allach, dem größten der 169 Außenlager des Konzentrationslagers Dachau, und aus zwei weiteren Außenlagern. 1952 wurde auf der größten Fläche die Münchner Siedlung Ludwigsfeld errichtet, für die vom Grundstückseigentümer Hirmer-Gruppe beabsichtigte restliche Bebauung fanden ab 2016 vorbereitende Grabungen statt.

## Entstehungshintergrund
Zusätzlich zum vorhandenen Werk in Moosach (München) nahm BMW für die kriegsnotwendige Dezentralisierung der Produktion im Mai 1942 das Werk in München-Allach an der Dachauer Straße ⊙ in Betrieb, um den BMW-Flugzeugmotor 801 in den Hallen 1, 2 und 20 in großen Stückzahlen zu fertigen.
Um die Produktion vor den zunehmenden Luftangriffen zu schützen, ließen BMW und SS 1944 zudem den Rüstungsbunker „Walnuß“ errichten, 160 Meter lang, 125 Meter breit und 17 Meter hoch, mit 3,5 Meter dicken Wänden.
Bereits Ende 1941 wurden für die Errichtung und Inbetriebnahme zivile Zwangsarbeiter eingesetzt. Wegen des generellen akuten Mangels an Arbeitskräften in der Rüstungsindustrie wurden ab dem Frühjahr 1942 vermehrt KZ-Außenlager, in späteren NS-Dokumenten auch als „Arbeitslager“ bezeichnet, in der Nähe von Industriebetrieben errichtet. Häftlinge im KZ-Außenlager München-Allach wurden vor allem für BMW, jedoch auch für Dyckerhoff, Sager & Woerner, Theodor Kirsch & Söhne Sägemühle, Pumpel & Co Lochhausen, den Lochhausener Bunker- & Höhlenkomplex sowie die Organisation Todt (oft abgekürzt OT, O.T.) eingesetzt.
Gegen Kriegsende waren schließlich 17.000 KZ-Häftlinge, Zwangsarbeiter und Kriegsgefangene bei BMW in Allach eingesetzt. Auch BMW war bei ihrem massiven und frühzeitigen Einsatz skrupellos.

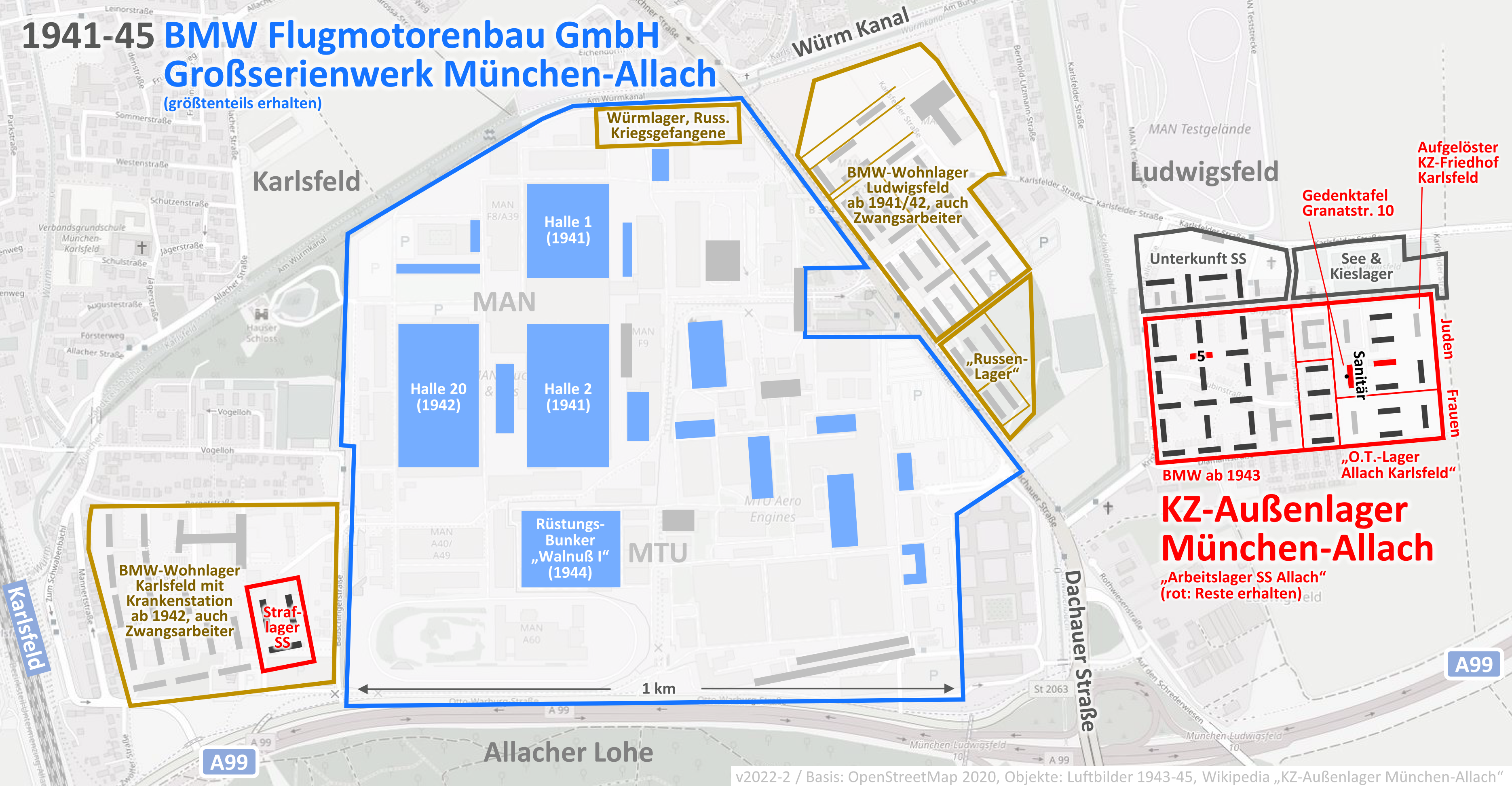
Karte mit KZ-Außenlager (rot), BMW Flugmotorenwerk (blau) und den zugehörigen Zwangsarbeiter- und Wohnlagern (braun).

## Lager
Die gesamten Lagerbereiche mit schließlich 31 Unterkunftsbaracken waren von einem elektrisch geladenen Zaun umgeben, mit Wachtürmen bewacht. Die SS-Unterkünfte befanden sich nördlich des KZ-Außenlagers.
Lagerführer des Außenlagerkomplexes Allach war von März 1943 bis Kriegsende SS-Obersturmführer Josef Jarolin, sein Stellvertreter SS-Hauptscharführer Sebastian Eberl. Zusammen übten sie eine brutale Willkürherrschaft aus. Todesfälle waren an der Tagesordnung, sowohl wegen der Grausamkeiten der SS als auch durch Mangelernährung, unzureichende sanitäre Einrichtungen und fehlende Hygiene. In Folge brachen Ruhr, Typhus, Tuberkulose und Krätze aus. Zudem erfolgten mehrere Hinrichtungen wegen Sabotage, Fluchtversuchen und Diebstahl von Essen. Allein die Zentrale Stelle der Landesjustizverwaltungen listet 50 Morde. Bis Februar 1945 stieg die Zahl der KZ-Häftlinge in diesem Außenlagerkomplex auf etwa 10.000.
Dieser Außenlagerkomplex war Zug um Zug Richtung Osten ergänzt worden und bestand schließlich aus drei KZ-Außenlagern sowie zugehörigen Fremd- und Zwangsarbeitslagern:

### KZ-Außenlager München-Allach (BMW)
Am 22. Februar 1943 begann der Bau des KZ-Außenlagers, ab März waren KZ-Häftlinge beteiligt, es diente als Hauptaußenlager des Lagerkomplexes. Dem Dachauer KZ-Inhaftierten Kupfer-Koberwitz zufolge waren bereits am 30. März 1943 etwa 600 Häftlinge im Lager für Bauarbeiten, z. B. Aushubarbeiten eingesetzt.
Das KZ-Außenlager Allach
bestand zunächst aus 22 Holzbaracken, die aus ehemaligen Pferdeställen umgebaut waren. BMW setzte hier durchgehend auf den Barackentyp OKH 260/9 mit je 390 Quadratmetern. Jede dieser Baracken war 40,76 Meter lang, 9,56 Meter breit und hatte eine Höhe von vier Metern. Ursprünglich vorgesehen für je 168 Mann, wurden gegen Kriegsende bis zu 800 Gefangene darin untergebracht. Im Durchschnitt befanden sich im Lager 3.500 bis 5.000 Häftlinge. Die fensterlosen Baracken waren nicht mit Spinden bestückt, die Häftlinge nächtigten auf Strohsäcken in dreistöckigen Bettgestellen. Der Gefangene Otto Oertel, der als Blockältester vom Block I eingesetzt war, berichtete über die Schwierigkeit, angesichts der hygienischen Verhältnisse die Ausbreitung von Seuchen zu verhindern.
Ab dem 12. April 1943 starteten bei BMW zwei- bis sechswöchige Kurzlehrgänge für KZ-Häftlinge, anschließend kamen diese als Bohrer, Fräser, Drechsler und Schlosser zum Einsatz, 1944 auch in der Motoreninstandsetzung, der Fräserei, Zylinderkopffertigung, der Galvanik, der Montage der Triebwerksverkleidungen und für Prüfaufgaben. Die Disziplinargewalt über sie oblag den Abteilungs- und Hallenmeistern von BMW. BMW übernahm auch Verwaltungsaufgaben wie „Einstellungen“, Abteilungsschreibwesen und „Lohnbuchhaltung“ für die KZ-Häftlinge und gab diese erst im Januar 1945 an die SS dieses KZ-Außenlagers ab. Die zugehörige BMW-interne KZ-Häftlingskartei ist nicht erhalten geblieben.
Ebenfalls für BMW arbeiten mussten die Häftlinge in den anderen Dachauer KZ-Außenlagern Blaichach, Kaufbeuren, Stephanskirchen, Trostberg sowie im Außenkommando in der Rohrwachtstraße in Dachau, in die 1942 ein Teil der Allacher Produktion ausgelagert worden war. Direkt zugearbeitet wurde aus dem KZ-Außenlager Kempten wie auch dem KZ Dachau, dem Innenkommando Präzifix.

#### KZ-Außenkommando München-Allach (Bombenräumkommando)
Zehn KZ-Häftlinge des Außenlagers München-Allach wurden unter dem falschen Versprechen, nach Beendigung ihrer Arbeit entlassen zu werden, zu einem Bombenräumkommando angeworben, untergebracht und meist eingesetzt im Münchner Hauptwerk „BMW I“.

### KZ-Außenlager Karlsfeld (OT)
Spätestens ab 11. Juli 1944 gab es östlich des ursprünglichen Außenlagers das eigenständige KZ-Außenlager Karlsfeld (OT), als Abtrennung von Baracken des KZ-Außenlagers München-Allach (BMW), dem es unterstand. Von 17. Juli bis 20. August 1944 war Johann Kastner Lagerführer, er wurde dann ins KZ-Außenlager Kaufering XI – Landsberg-Stadtwaldhof versetzt. Nachfolger wurde SS-Hauptscharführer Leonhard Mayer, dieser wurde im Februar 1945 in den KZ-Außenlagerkomplex Mühldorf versetzt.
In diesem Lager waren meist zwischen 1100 und 1350 hauptsächlich rumänische und ungarische Juden interniert. Sie mussten unter Überwachung durch die Organisation Todt (OT) arbeiten, an der Instandsetzung von Bombenschäden der Gleise im Bahnhofsbereich Karlsfeld, am härtesten jedoch beim BMW-Bunkerbau für Sager & Woerner, dem „Todeskommando“, dem Namen der anderen Firma nach auch als „Dyckerhoff-Kommando“ bezeichnet. Dort mussten die Häftlinge zum langen Anmarschweg täglich zwölf Stunden lang 50 Kilo schwere Zementsäcke schleppen und Kies herbeischaffen, wohl ähnlich der brutalisierten Zwangsarbeit an Bauprojekten der drei Großbunker im KZ-Außenlagerkomplex Kaufering.
Gefangene wurden vorsätzlich und schonungslos ausgezehrt, viele starben bei den Arbeitseinsätzen und durch Misshandlungen der Wachmannschaften. „Der Lagerführer befahl dem Schmilovits 25 Stockhiebe zu geben. Die Exekution erfolgte vor allen angetretenen Lagerinsassen.“ „Mir ist bekannt, dass SS-Angehörige sich absprachen, einen Häftling zu erschießen, um 3 Tage Sonderurlaub zu bekommen.“ Die Toten wurden in das KZ Dachau überstellt, ebenso wie kranke Häftlinge. Im Herbst 1944 sollen arbeitsunfähige Gefangene zum Transport ins KZ Auschwitz selektiert worden sein, zur Vergasung, auch im Februar 1945. Stefan Lason, Außenlager-Hilfsschreiber, erklärte nach dem Krieg, die Todesstatistik sei vorsätzlich niedrig gehalten worden, indem viele Tote als nach Dachau versetzt geführt worden seien, diese Angabe deckt sich mit den Angaben des Zu- und Abgangsbuches des KZ Dachau. Die vollständige Zahl der Todesopfer dieses Lagers zu ermitteln, wird wohl nicht mehr möglich sein.
Bekannter Häftling war Max Mannheimer.
Kurz vor Kriegsende wurde dieses Lager um das Frauenlager Karlsfeld erweitert, so ab 11. April 1945 mit Belegung durch 1000 Frauen aus dem KZ-Außenlager Geislingen des KZ Natzweiler-Struthof. Zudem wurde es schließlich völlig überbelegt, als Transportziel von Räumungen anderer KZ-Außenlager, wie am 20. April 1945 aus dem KZ-Außenlager Überlingen-Aufkirch.
Die Räumung des Außenlagers Karlsfeld erfolgte unter anderem am 25. April 1945 mit der Bahn nach Staltach (Iffeldorf), die KZ-Häftlinge wurden dort am 1. Mai von der US-Armee befreit.

### KZ-Außenlager Rothschwaige
Abgelegener, etwa vier Kilometer nordwestlich, befand sich das KZ-Außenlager Rothschwaige. Dieses Außenlager wird am 19. Juni 1944 erstmals erwähnt. Für den Juli 1944 gibt die Stärkemeldung 512 jüdische Häftlinge sowie 19 Funktionshäftlinge an. Es handelte sich vor allem um ein jeweils vier- bis sechswöchiges Durchgangslager meist für jüdische Häftlinge, die vom KZ Auschwitz in diesen Außenlagerkomplex mit schließlich etwa 40 Baracken überstellt wurden. So wurden im Juli 1944 für die Rüstungsindustrie 800 jüdische ungarische Häftlinge überstellt, die hier für den weiteren Einsatz geimpft und entlaust wurden, bei einem anderen Transport 1045 weibliche Sinti und Roma, diese jedoch als Zwischenstation auf dem Weg in das KZ Ravensbrück. Misshandlungen oder systematische Tötungen in diesem Lager wurden nicht überliefert. In den Stärkemeldungen vom November 1944 und April 1945 sind in diesem Lager keine Häftlinge mehr erwähnt. 2005 standen auf dem Gelände noch zwei verfallene Baracken, es wurde für die Unterbringung von Aussiedlern genutzt.

### Weitere Lager des KZ-Außenlagerkomplexes
Zudem gab es das KZ-Kranken- und Quarantänelager.

### Zugehörige Fremd- und Zwangsarbeitslager
In unmittelbarer Nähe von BMW wurden bereits 1942 zwei Fremdarbeiterlager und ein Zwangsarbeitslager errichtet, das Lager Ludwigsfeld, Lager Karlsfeld, das  Würmlager sowie das Kriegsgefangenenlager („Russenlager“) und das Strafgefangenenlager der SS und Polizei.

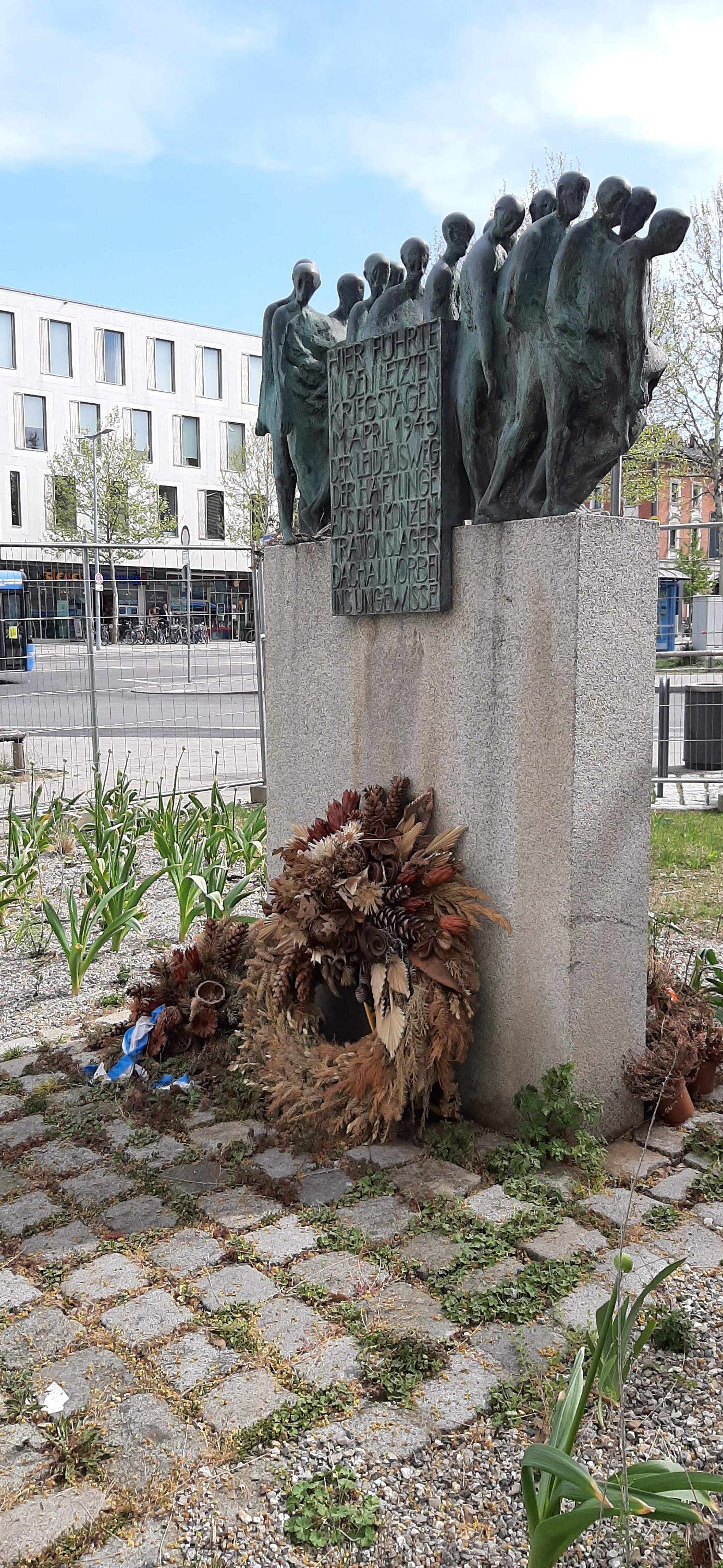
Todesmarsch-Denkmal in München-Pasing, Bahnhofsvorplatz (Irmonherstr. 2), nahe der Würm

### Todesmärsche
Die Stärkemeldung vom 26. April 1945 gab noch 8970 KZ-Häftlinge an. Zudem war dieser Lagerkomplex als Sammelpunkt das Zwischenziel der Räumungen anderer KZ-Außenlager, wie Burgau, Türkheim sowie weiteren, teils auch dem KZ-Außenlagerkomplex Kaufering; mit bis zu 22.000 Gefangenen war es schließlich völlig überfüllt. Am 26. April 1945 führte auch der Weg von 9000 Inhaftierten des KZ Dachau über diesen Lagerkomplex, taggleich als Todesmarsch für die Deutschen und Russen aus Allach weiter an der Würm entlang über München-Pasing und Gauting, am 27. April über Leutstetten und von dort mit anderen dazu gestoßenen Häftlingen des KZ Dachau nach Waakirchen, wo sie am 1. Mai befreit wurden. Die dort für die Todesopfer angelegte KZ-Grabstätte wurde 1956 zum Waldfriedhof Dachau umgebettet.

### Bestattung der KZ-Todesopfer
Inzwischen sind von 1800 Toten des Lagers Name wie Herkunft bekannt, die tatsächliche Zahl ist deutlich höher. Die meisten toten KZ-Häftlinge wurden in das Krematorium des KZ Dachau transportiert und dort verbrannt. Gegen Ende des Zweiten Weltkriegs war dies nicht mehr geordnet möglich, es häuften sich die Leichen im KZ-Außenlager München-Allach. Daher wurden vor Ort Massengräber angelegt, unter anderem in der Nordost-Ecke dieses KZ-Außenlagers, als „KZ-Friedhof Karlsfeld“. Die dortigen sterblichen Überreste wurden 1948, 1955 und 2017 exhumiert und auf den KZ-Friedhof Dachau-Leitenberg sowie den Waldfriedhof Dachau umgebettet. Letztere wurden später teils nochmals umgebettet, ebenfalls auf den KZ-Friedhof Dachau-Leitenberg. Nach dem Krieg wurden die 1945 unter anderem an Typhus verstorbenen ehemaligen KZ-Häftlinge zunächst in einem Massengrab auf dem Friedhof Feldmoching bestattet, 1955 wieder exhumiert und auf den KZ-Friedhof Dachau-Leitenberg umgebettet.

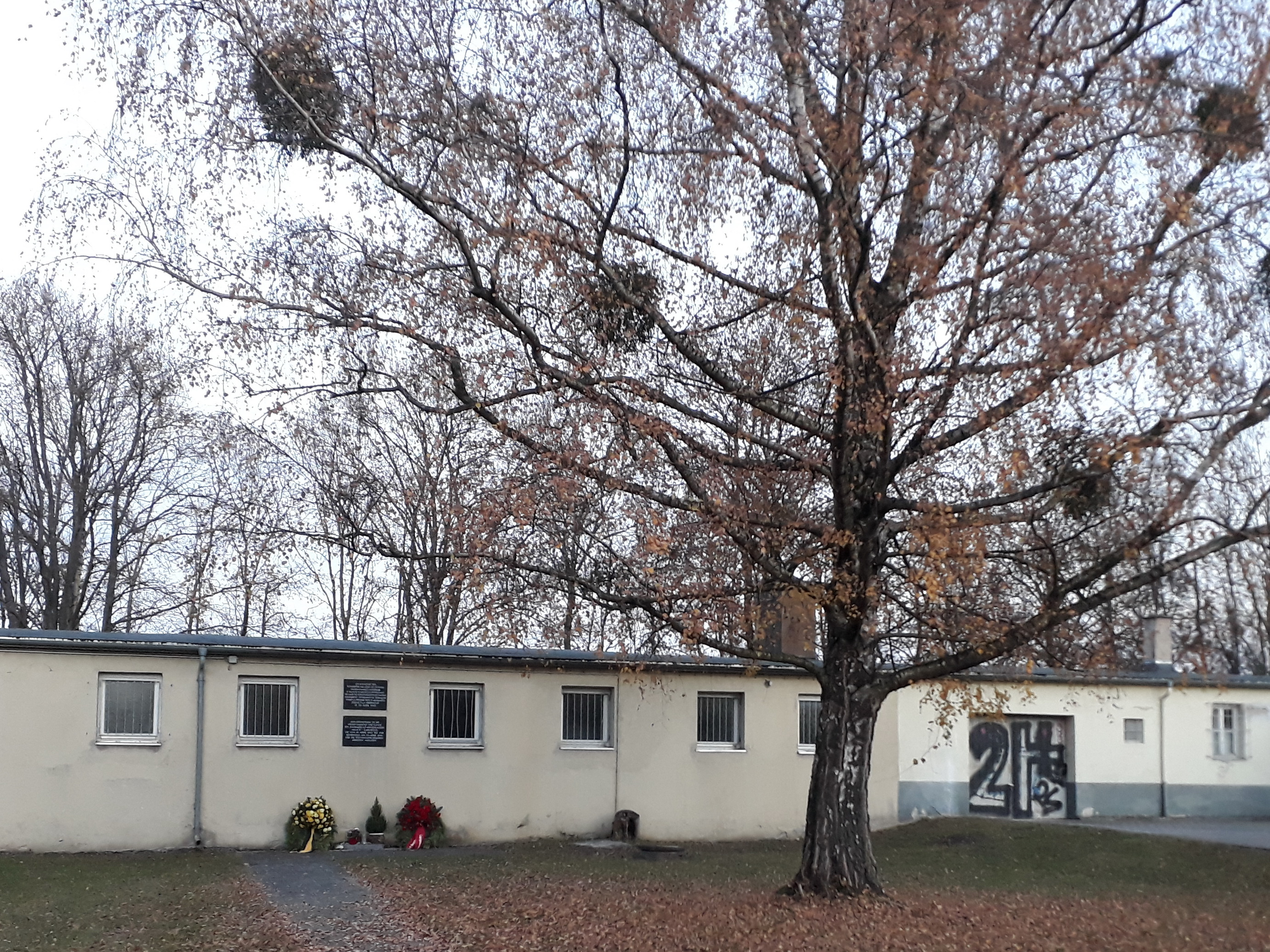
Letztes bestehendes Gebäude des Außenlagers Allach ist die ehemalige Sanitärbaracke Granatstraße 10.

## Kriegsende und Nachnutzung

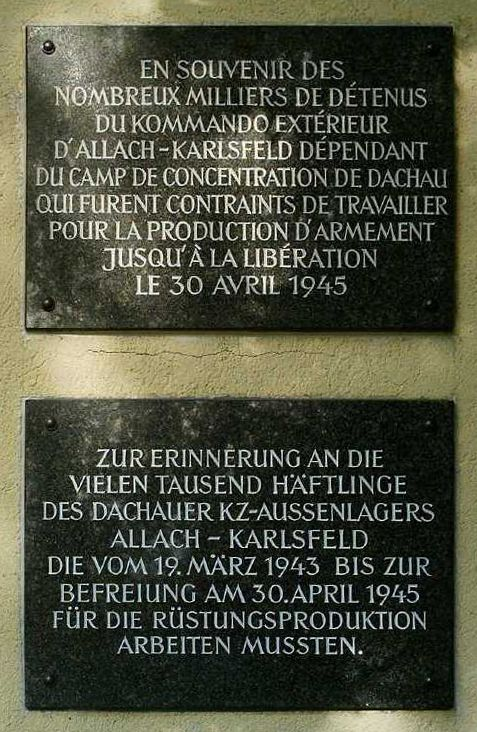
Gedenktafel an die KZ-Häftlinge auf der Rückseite der Granatstraße 10.

Nachdem die 7. US-Armee die verbliebenen ca. 10.000 Häftlinge des Außenlagers Allach am 30. April 1945 befreit hatte, wurden diese bis Mitte Mai 1945 wegen Typhus unter Quarantäne gestellt. Danach wurde es kurzzeitig als DP-Lager, nachfolgend als Interniertenlager für deutsche Kriegsgefangene und von 1948 bis 1951 als „StEG-Lager“ genutzt. Ab Mitte 1951 wurde es zum Bundesauswandererlager und Flüchtlingslager umfunktioniert.
Im Jahr 1950 wurden Teile des KZ-Außenlagers abgerissen, es entstand 1952 darauf für Displaced Persons die noch heute bestehende Neue Siedlung Ludwigsfeld, die zum Stadtbezirk 24 Feldmoching-Hasenbergl gehört. Seit 1953 dienten die verbliebenen Teile im Osten des Lager-Areals als Notunterkünfte, die erst Jahrzehnte später abgerissen wurden.

## Erinnerung und Gedenken
An das KZ-Außenlager erinnert nur noch die vom örtlichen Sportverein genutzte ehemalige Sanitär-Baracke mit einer kleinen Gedenktafel auf der Rückseite der Granatstraße 10 ⊙, die auf Initiative des Comité International de Dachau im Mai 1997 eingeweiht wurde. Erinnert wird darauf nur an die Zwangsarbeit der Häftlinge, die weit über tausend Todesopfer werden nicht erwähnt. Ebenfalls noch zu erkennen ist das Fundament der KZ-Baracke 5 etwa 20 Meter südlich der Opalstraße 24, von den Anwohnern als „Rollschuhplatte“ bezeichnet.
Das Kulturreferat der Stadt München lehnte 2018 einen Kauf der Sanitärbaracke ab und schloss ein Ausstellungskonzept oder die Bereitstellung von Ressourcen oder Personal für ein Gedenken aus. Stadtteilhistoriker Mai ordnete dies wie folgt ein: „Der NS-Bau des Hauses der Kunst wird teuer saniert“, sagt Mai. „Einen Ort des Schreckens wie den in Ludwigsfeld zu erhalten, kostet deutlich weniger.“
Auf dem Werksgelände der BMW Flugmotorenbau GmbH produziert nun das Nachfolgeunternehmen MTU Aero Engines (Dachauer Straße 665) sowie MAN Nutzfahrzeuge (Dachauer Straße 667).

## Geplante Bebauung des letzten unbebauten Areals des ehemaligen Lagers
Im Jahr 2014 machte der Lokalhistoriker Klaus Mai seine Vermutung eines dort befindlichen Massengrabs mit etwa 300 früheren KZ-Häftlingen öffentlich. 2016 und 2017 führte eine private archäologische Grabungsfirma in Zusammenarbeit mit dem Bayerischen Landesamt für Denkmalpflege auf dem einstigen Lagergelände archäologische Grabungen durch. Eine Auswahl der Funde zeigt eine Sonderausstellung der KZ-Gedenkstätte Dachau im Jahr 2020.
Eine archäologische Untersuchung des südlichen Teils des Areals, begleitet vom Bayerischen Landesamt für Denkmalpflege, erbrachte keinen Hinweis auf menschliche Überreste.
Jedoch wurden im Bereich des ehemaligen Friedhofs weitere zwölf Skelette gefunden. Die Lagergemeinschaft Dachau drückte ihr Bedauern aus, dass diese nicht wieder vor Ort bestattet wurden, sondern auf den Waldfriedhof Dachau umgebettet. Im Sommer 2019 hat der Stadtrat München der Hirmer-Gruppe die Strukturskizze für die Überbauung des letzten freien Areals im Osten des ehemaligen KZ-Außenlagers freigegeben, der Granatstraße 12.

## Film
- Gerzen, United States, Army, 163rd Signal Photo Company, Minute 0:12 bis 03:25: Befreiung Allach 30. April 1945, United States Holocaust Memorial Museum. Abgerufen am 10. Dezember 2020.